# Черноголовая славка
Черноголовая славка, или славка-черноголовка, или черноголовка (лат. Sylvia atricapilla) — вид птиц семейства славковых (Sylviidae).

## Ареал
Славка-черноголовка распространена по всей Европе, кроме Крайнего Севера, заходит в Западную Сибирь. Гнездится также на северо-западе Африки и Канарских островах.

## Внешний вид
Длина тела 13,5—15 см, крыла — 7—8 см; масса 15—22 г. Общая окраска оперения буровато-серая, брюшко несколько светлее. Для этого вида характерно наличие чёрной «шапочки» на голове у самцов и рыжей у самок. Клюв и ноги серые. Молодые птицы похожи на самку.

## Образ жизни
Населяют леса с подлеском, опушки, вырубки, заросли по берегам рек, проникает в горы, а также в сады и парки городов. Летом в питании преобладают жуки (преимущественно долгоносики и листоеды), клопы, мухи, перепончатокрылые, в частности личинки пилильщиков, а также бабочки и их гусеницы. В конце лета и осенью в пище значительную долю составляют плоды и ягоды (рябины, бузины, черёмухи, жимолости, бересклета, малины, ежевики, черники и т. п.). Славка-черноголовка способствует распространению этих растений, так как семена в её желудке не перевариваются.
Песня состоит из слышимого только с близкого расстояния тихого говорка и полнозвучного, громкого, довольно низкого флейтового свиста в конце. Славка-черноголовка — хороший певец, и весной её песня слышится с рассвета до сумерек.

## Размножение
Гнёзда устраивает на кусте или на нижних ветвях дерева. Как правило, гнездо располагается на высоте 1—2 м от земли. Это неряшливая рыхлая постройка, свитая из тонких сухих стебельков или корешков трав с небольшим количеством волоса в лотке. В кладке обычно 4—6 грязновато-белых с бурыми пятнами яиц. Самец и самка участвуют в насиживании яиц, которое длится 12—13 дней, и в выкармливании птенцов. За сезон бывает два выводка. Кормят птенцов не только насекомыми, но и различными ягодами. Вылетевших из гнезда птенцов родители докармливают вне гнезда 8—10 дней, по прошествии которых приступают к постройке нового гнезда и второй кладке.

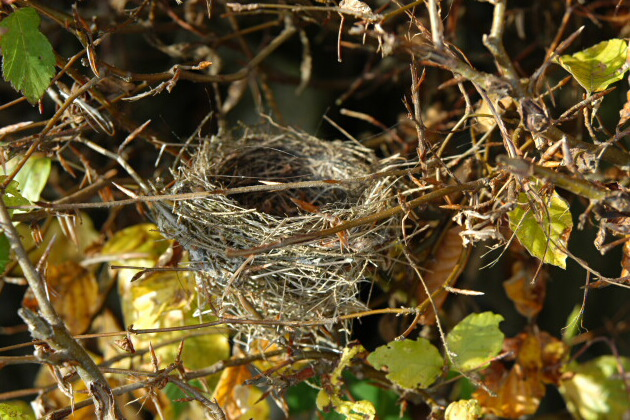
Гнездо
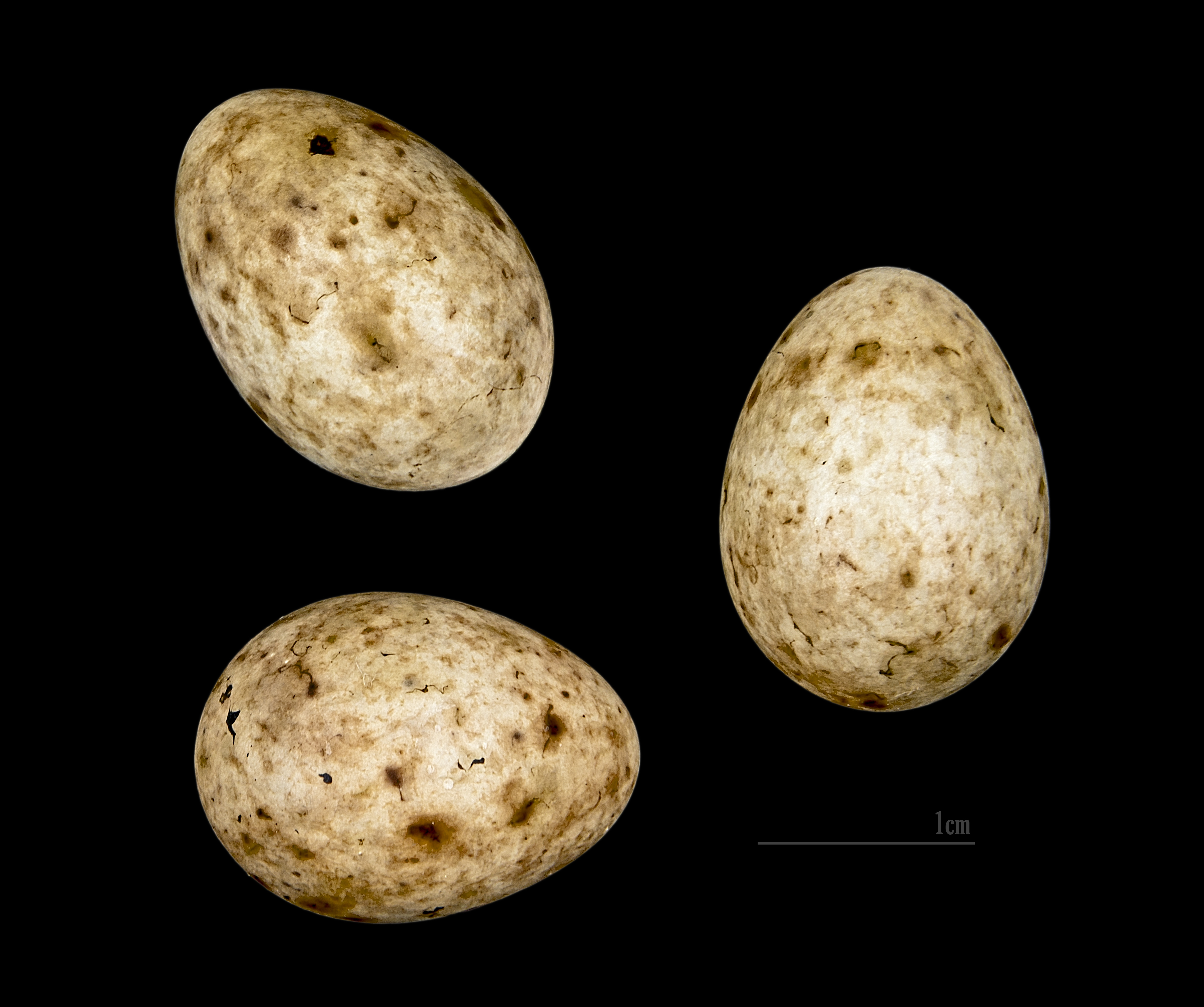
Яйца
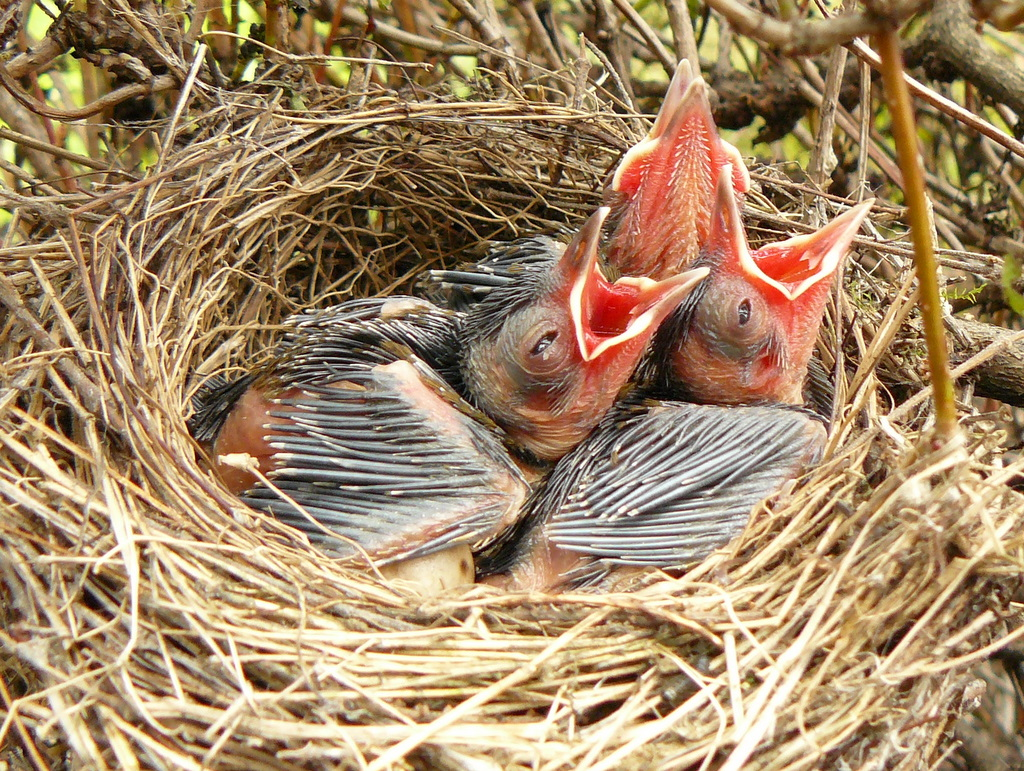
Птенцы младшего возраста
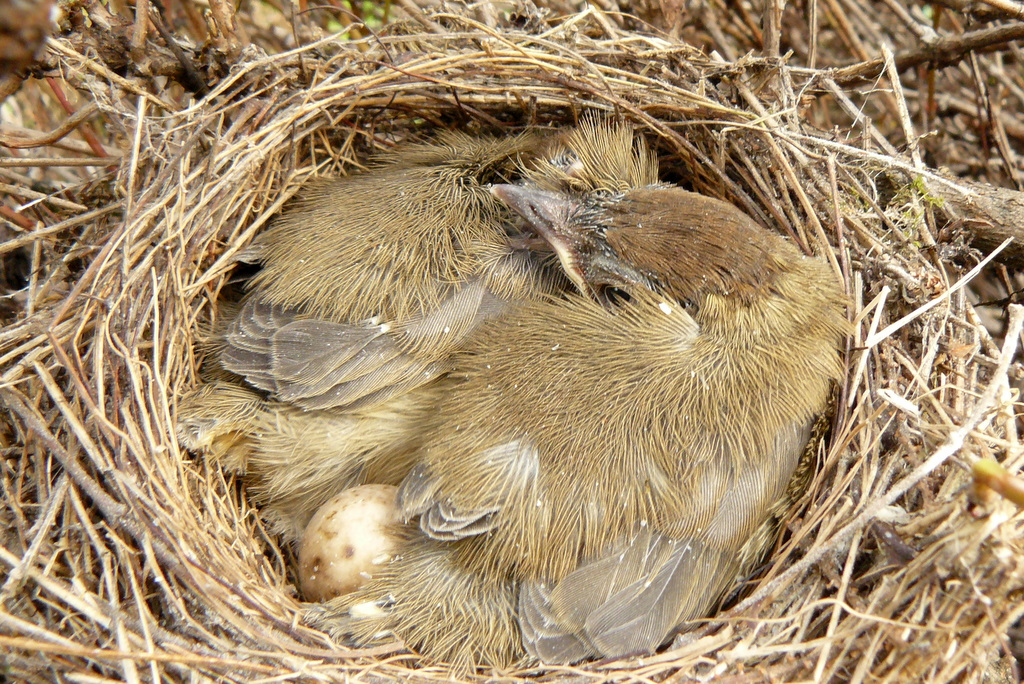
Оперившиеся птенцы

## Содержание
За прекрасное пение черноголовку чаще, чем других славковых, содержат в клетках. Подражательные способности черноголовок настолько высоки, что порой при содержании дома птички имитируют даже человеческую речь.

## Использование в пищу
Славки-черноголовки являются деликатесом на Кипре, её называют там амбелопулией. Несмотря на полный запрет охоты на певчих птиц, действующий на Кипре с 1974 года, её, как и многих других птиц, истребляют ради гурманства. До начала 2010-х годов киприоты в год уничтожали в среднем несколько сотен тысяч особей вида. Чаще всего мелких птиц ловят традиционными ловушками — палочками, обмазанными сливовым сиропом, которые забрасывают на деревья и кустарники, птицы прилипают к ним. Также используются сети.